# Jure Šinkovec
Jure Šinkovec, slovenski smučarski skakalec, * 3. julij 1985, Ljubljana.
Šinkovec se je za Slovenijo udeležil Zimskih olimpijskih iger 2006 v Torinu, toda na tekmah ni dobil priložnosti. Na Svetovnem prvenstvu v smučarskih poletih 2012 na letalnici Vikersundbakken je s slovensko reprezentanco osvojil bronasto medaljo na ekipni tekmi. V svetovnem pokalu je tekmoval med sezonama 2005 in 2012. Na ekipnih tekmah je dosegel po eno zmago in tretje mesto, na posamičnih tekmah je najboljšo uvrstitev dosegel v Saporu 2012, ko je bil enajsti. 24. junija 2016 je v starosti trideset let po več letih težav s poškodbami napovedal konec kariere.

### Ekipno
| Sezona  | Datum             | Prizorišče | Mesto |
| ------- | ----------------- | ---------- | ----- |
| 2011/12 | 10. december 2011 | Harrachov  | 3.    |
| 2011/12 | 19. februar 2012  | Oberstdorf | 1.    |